# Бохот (Болгария)
Бохот (болг. Бохот) — село в Болгарии. Находится в Плевенской области, входит в общину Плевен. Население составляет 778 человек.

## История
Деревня возникла вскоре после захвата турками-османами Болгарии, в конце ХІV — начале XV века. По преданию, 9 гайдуков из Троянско-Ловчанских гор бежали от турок в Бохотский лес (теперь он часть Плевенского парка). Откуда они пришли и сколько времени боролись против османов, предание умалчивает. Но все жители из окрестностей Плевны хорошо знают о подвиге бохотских гайдуков.
Ввиду того, что период османского ига затянулся, бунтовщики со временем попросили об амнистии, желая прекратить борьбу и начать мирную жизнь. Так как борьба с партизанами практически не приносила результата, а нападения гайдуков причиняли существенный ущерб турецкой администрации, гайдукам из деревни было пожаловано прощение. Воевода, как и впоследствии остальные партизаны, взял себе супругу из деревни Кышин. По преданию, люди задумались как назвать свою деревню. Решили выйти ночью из деревни и назвать её по первым услышанным звукам. Первым был филин — «Бух-Буу-Буу», отсюда и пошло название — Бухот. Примечательно, что схожие ойконимы  представлены на широком пространстве степей от Венгрии до Алтая. Не исключено, что название происходит от тюркского бекете/бакете - 'стоянка, остановка'.
Вскоре после образования деревни жители переселились на 2 километра к юго-западу от нынешнего расположения, поближе к нивам и пастбищам. Предполагается, что на этом месте деревня существовала 350—370 лет.
В 1796 году эпидемия чумы выкосила почти всю деревню. Оставшиеся в живых 7-8 семьей бежали на нынешнее место. Здесь был густой лес, который назывался «Самовильское бранище». В те времена люди верили, что чума — дух, как Вилии — и если переместиться поближе к ним, то чума отстанет. Эпидемия чумы снова затронула деревню в 1810, 1834 и 1837 годах, но такого урона жителям больше не наносила. Эта (уже третья) деревня и называется Бохот. В ней поселилось ещё 41 семейство, большинство с Балканских гор.
В русско-турецкую войну 1877—1878 гг. главнокомандующий русской армии Н. Н. Старший расположил в деревне свою ставку. Здесь же располагалась русская 69-я временная военная больница. В ней работал Н. И. Пирогов. Это событие помнят в Болгарии по сей день. На месте, где стояла 69-я больница, ныне находится парк-музей Н. И. Пирогова.

## Политическая ситуация
В местном кметстве Бохот, в состав которого входит Бохот, должность кмета (старосты) исполняет Михаил Венков Николов (политическая партия «Атака» (АТАКА)) по результатам выборов.
Кмет (мэр) общины Плевен — Найден Маринов Зеленогорски (коалиция в составе 3 партий: Демократы за сильную Болгарию (ДСБ), Болгарский земледельческий народный союз (БЗНС), Союз демократических сил (СДС)) по результатам выборов.